# 道場橋 (越辺川)
道場橋（どうじょうばし）は埼玉県坂戸市大字横沼と、同県比企郡川島町大字上伊草の間を流れる越辺川に架かる埼玉県道269号上伊草坂戸線の道路橋である。

## 概要
現行の橋は1981年（昭和56年）に架けられたもので、越辺川の終点からおよそ1.4 kmの地点に架かる橋長313.5メートル、総幅員10.75メートル、有効幅員9.75メートル（車道7.25メートル、歩道2.0メートル、車道と歩道の間にある縁石の0.5メートルを含む）最大支間長45.050メートルの7径間PC連続箱桁橋の1等橋（TL-20）である。支間割は左岸側から45.050 m ＋ 44.450 m ＋ 45.025 m ＋ 45.025 m ＋ 44.450 m ＋ 44.450 m ＋ 45.050 mとなっていて中央部より両端の支間長が長くなっている。歩道は下流側のみに設置されている。橋面の横断面が放物線状になっており1.5パーセントの横断勾配が付けられている。
両側の取り付け道路（アプローチ区間）は総延長516メートルあり、右岸側は街路樹が植栽された盛土で左岸側は高架橋が併用されている。堤防天端の道路から橋へは、両岸側ともアクセス可能となっている。公共交通機関（路線バス）の経路には使用されていない。最寄りのバス停留所は「伊草小学校前」もしくは「伊草坂下」バス停留所となる。
古くからの水害の常襲地帯であり、橋は抜水橋であるため洪水時でも通行可能だが、1982年（昭和57年）の台風18号や、2019年（令和元年）の台風19号などによる大水害の際は右岸側一帯は湖のようになり、西詰の取り付け道路が冠水して通行止めとなる場合がある。

## 歴史

### 道場の渡し
明治時代初期頃にはこの場所に橋は架けられず、いつから存在していたかは定かではないが江戸時代より「道場の渡し」と称される渡船場が設けられていて入間郡横沼村と比企郡上伊草村を結んでいた。『武蔵国郡村誌』横沼村の項によると、船1艘を有する私渡と記されている。渡船料は周辺の渡船場より高めでかなりの額がかかったと云う。
渡船場の「道場」の名の由来は、幕末の頃横沼村に大川平兵衛の大川道場（門弟約3000人）が近傍にあり、門人たちが信玄袋を持ち竹刀を担いで渡し場を往来していた様子や、大川氏も川越の通町の道場に出稽古の際に利用したことから、いつしか「道場の渡し」と呼ばれるようになったと言い伝えられている。渡船場は門人だけではなく、住吉神社や潮音寺など周辺の寺社参拝の利用も少なくなかった。
なお、明治時代初期の迅速測図では橋が記されていないが、明治40年測量の5万分の1地形図では橋の記号が記され、形式は不明だがその頃から何らかの橋が存在していたことが見出せる。
渡船場は橋の架設後に廃止され、渡船場跡には欅の老木がある。渡し場へ至る道も両岸側とも残されている。

### 大正期の橋
大正初期頃に川上の「天神の渡し」に橋（現天神橋）が架けられたため、道場の渡しにも橋を架ける風潮が高まり、伊草村ほか周辺の村の代表者らが募金集めを行なった。募金は順調に集まり、木橋の道場橋が架設され、渡船が廃止された。丸太（木）の杭の橋脚に根太（梁）を渡してその上に渡り板を並べた橋である。洪水時や船を通すため、中央部より両岸にそれぞれ外れる構造で、橋守がいて開閉を行なっていた。橋銭（通行料）を徴収する賃取橋で、橋銭はおとな5銭、こども約3銭であった。橋名は渡船場の名前が踏襲された。現行の橋の約200メートル上流側にあり、川は蛇行を繰り返していた。橋が外れていて渡れないときは両岸よりロープを張り、川下に流されないようにそれを伝って渡る「イタミ」と呼ばれる繰船を臨時に運行していた。纏まった人数が出るまでは船を出さなかったという。

### 1953年の橋
越辺川の河川改修を機に蛇行していた流路をショートカットする捷水路が新たに開削され、架橋地点である今までの流れは廃川されたため、下流側の河道上に橋が架け直されることになり、1953年（昭和28年）に木製の冠水橋が架設された。架橋と同時に橋は県道に編入されている。橋長66メートル、幅員3.2メートルの低水路のみに架けられていた。橋には流木除けや欄干が設けられ、橋詰には親柱も設置されていた。道幅が狭いことから片側交互通行であった。
架設当時は三芳野村と伊草村を結ぶ橋であったが、所謂昭和の大合併により1954年（昭和29年）7月1日に三芳野村が坂戸町に、同年11月3日に伊草村が川島村にそれぞれ発足した。
この橋は水害で度々破損し、1971年（昭和46年）の台風23号による洪水で流失した。復旧工事は冬場の渇水期を待って行われ、同形式の橋に架け直され、翌年3月に完了した。

### 1981年の橋
冠水橋の老朽化に伴い、永久橋への架け替え事業に着手され、1973年（昭和48年）度より現地測量が行なわれた。1977年（昭和52年）より架設工事に着手され、旧橋のすぐ川上側の位置に架設されることとなった。下部工は逆T式鋼管杭基礎橋脚と逆T式鋼管杭基礎橋台を組み合わせており、支承はゴム沓が使用されている。橋脚の高さは低水路部で15.1メートルである。上部工は桁高は2.6メートルで、3径間連続箱桁と4径間連続箱桁を組み合わせている。上部工の施工はオリエンタルコンクリート（現オリエンタル白石）が行ない、架設工法として当時としては珍しい押し出し工法を用いて建設された。総工費は13億4300万円であった。
橋は1981年（昭和56年）3月完成し、同年3月27日に開通した。完工祝賀式（開通式典）は同日10時に挙行され、両市町の首長ら関係者が出席した。式典の後、くす玉開披や三世代家族による渡り初めが行なわれた。橋は同日午後より一般供用が開始された。
旧橋は撤去されたが、堤防に沿ったクランク状の線形の取付道路は両岸側ともに残されている。

## 周辺

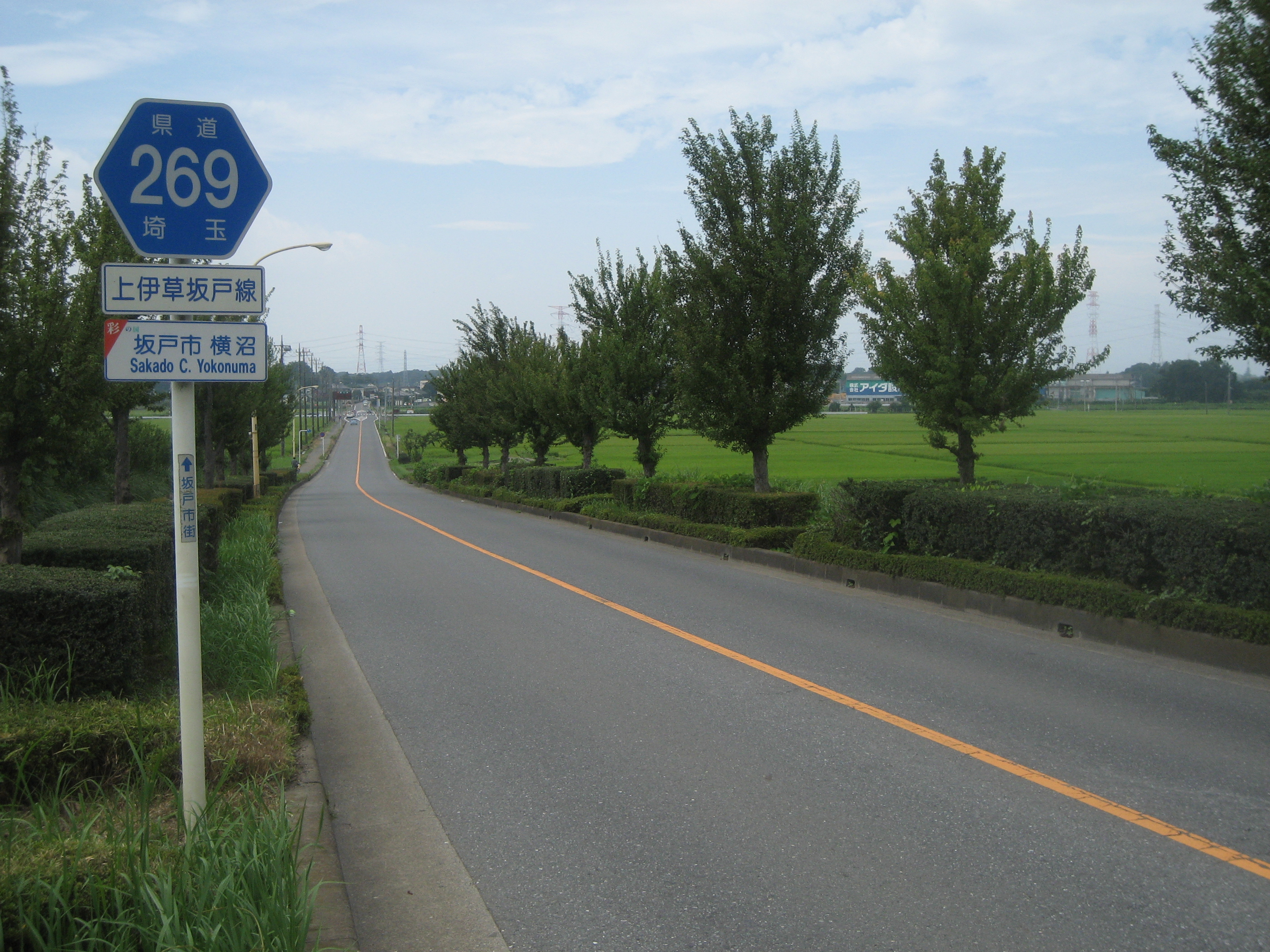
右岸側取付道路

橋の右岸側は水田地帯となっており、民家などは皆無である。左岸側は越辺川が作り出した自然堤防が川沿いにあり、その上を川越松山往還が通り、伊草宿由来の古くからの集落があり、民家などが立ち並ぶ。高水敷（河川敷）は一部が運動場や農地として使用されている以外は地図記号から広葉樹の河畔林や荒地となっている。
道場橋の西方1.5キロの台地上に「道場」の名の由来となる大川平兵衛の大川道場跡（大川平三郎翁記念公園）がある。道場橋袂の右岸下流側の堤防に1961年（昭和36年）に大川堤遺跡の記念碑が建てられた。
- 川島町立伊草小学校
- 川島町立伊草公民館
- 笛木醤油（金笛しょうゆパーク）
- さくら保育園
- 埼玉縣信用金庫 川島支店
- 上伊草公園
- 金乗院
- 長福寺
- 大聖寺
- 伊草神社
- 昭和樋管（河川施設）

## 隣の橋
- 越辺川

（上流） - 八幡橋 - 越辺川橋 - 道場橋 - 落合橋 - 釘無橋 - （下流）